# Трофей Сербитона по теннису
Трофей Сербитона — профессиональный теннисный турнир, проводимый в июне в Сербитоне (Лондон, Великобритания) на травяных кортах местного Surbiton Racket and Fitness Club. С 2015 года мужской турнир относится к серии ATP Challenger с призовым фондом 50 тысяч долларов и турнирной сеткой, рассчитанной на 32 участника в одиночном разряде и 16 пар; а женский — к взрослой серии ITF с призовым фондом в 50 тысяч долларов и турнирной сеткой, рассчитанной на 32 участницы в одиночном разряде и 16 пар.

## История
Турнир был организован в 1997 году как женский чемпионат, но уже в следующем году в рамках приза состоялись и мужские соревнования. В 2009-14 годах в проведении чемпионата была взята пауза, когда это место в календаре заняли турниры в Ноттингеме, чьи организаторы в тот момент не способны были найти финансирование на проведение более статусного турнира.
Победители и финалисты
За всю историю мужского одиночного турнира ни один из теннисистов не побеждал в нём дважды, но сразу двое (Иво Карлович и Уэсли Муди) имеют в своём активе более одного финала; при этом и хорват и южноафриканец так и не выиграли в Лондоне ни одного титула в этом разряде. Женский одиночный турнир же был более консервативен: трижды титул доставался пуэрториканке Кристине Бранди и дважды представительнице Таиланда Тамарин Танасугарн. И в истории финалов в этом разряде есть своя неудачница — американка Лора Гренвилл трижды выходила в финалы и трижды уходила с корта побеждённой.
Мужской парный разряд соревнований первые шесть лет обходился без повторяющихся победителей, но в 2004 году сдался под напором Джима Томаса. Всего американец выиграл четыре титула сербитонских соревнований, причём дважды — в паре с австралийцем Джорданом Керром. Также парный турнир среди мужчин — это единственное соревнование Surbiton Trophy, в истории которого была зафиксирована техническая победа в финале. Женский парный турнир, как это часто бывает на смешанных турнирах был последним по значимости соревнованием и наиболее страдал из-за всевозможных переносов из-за погодных условий и затянувшихся игр прочих разрядов. Дважды турнир не был доигран, причём единожды в рамках парных соревнований не было проведено даже хоть одного матча. Три теннисистки имеют на своём счету более одного титула Сербитоне — Джулия Паллин, Лорна Вудрофф и Труди Мусгрейв побеждали на местных кортах по два раза. Также Лилия Остерло имеет на своём счету сразу два опыта игр в финальном матче, но не имеет побед в них.

## Финалы турниров

### Одиночный разряд
| Год  | Победитель         | Финалист         | Счёт                 |
| ---- | ------------------ | ---------------- | -------------------- |
| 2017 | Юити Сугита        | Джордан Томпсон  | 7-6(7), 7-6(8)       |
| 2016 | Лу Яньсюнь         | Мариус Копил     | 7-5 7-6(11)          |
| 2015 | Мэттью Эбден       | Денис Кудла      | 6-7(4) 6-4 7-6(5)    |
| 2008 | Фрэнк Данцевич     | Кевин Андерсон   | 4-6 6-3 7-6(4)       |
| 2007 | Жо-Вильфрид Тсонга | Иво Карлович     | 6-3 7-6(4)           |
| 2006 | Марди Фиш          | Уэсли Муди       | 6-2 7-6(1)           |
| 2005 | Даниэле Браччали   | Иво Карлович     | 6-7(0) 7-6(5) 7-6(4) |
| 2004 | Кароль Бек         | Уэсли Муди       | 6-4 6-4              |
| 2003 | Уэсли Муди         | Алекс Богданович | 6-4 6-7(2) 6-1       |
| 2002 | Джефф Моррисон     | Уэсли Муди       | 7-6(4) 5-7 7-6(4)    |
| 2001 | Тейлор Дент        | Невиль Годвин    | 4-6 7-6(3) 6-2       |
| 2000 | Уэйн Артурс        | Лоренс Тилеман   | 4-6 7-6(6) 6-4       |
| 1999 | Саргис Саргсян     | Мартин Дамм      | 7-6(9) 7-5           |
| 1998 | Джанлука Поцци     | Кевин Ульетт     | 6-4 6-3              |

| Год  | Победительница         | Финалистка         | Счёт                |
| ---- | ---------------------- | ------------------ | ------------------- |
| 2017 | Магдалена Рыбарикова   | Хезер Уотсон       | 6-4 7-5             |
| 2016 | Марина Мельникова      | Стефани Форетц     | 6-3 7-6(6)          |
| 2015 | Виталия Дьяченко       | Наоми Осака        | 7-6(5) 6-0          |
| 2008 | Марина Эракович        | Энн Кеотавонг      | 6-4 6-2             |
| 2007 | Бренда Шульц-Маккарти  | Аюми Морита        | 4-6 6-4 7-6(5)      |
| 2006 | Кристина Бранди (3)    | Лора Гренвилл      | 7-5 6-0             |
| 2005 | Кристина Бранди (2)    | Лора Гренвилл      | 6-3 6-1             |
| 2004 | Акико Моригами         | Анна Чакветадзе    | 6-4 1-6 6-1         |
| 2003 | Кристина Бранди        | Чо Юн Джон         | 6-4 1-6 6-1         |
| 2002 | Джанет Ли              | Лора Гренвилл      | 4-6 6-4 6-4         |
| 2001 | Рика Фудзивара         | Кристина Бранди    | 6-3 6-3             |
| 2000 | Луиза Латимер          | Тамарин Танасугарн | 7-5 6-3             |
| 1999 | Тамарин Танасугарн (2) | Сурина де Бер      | 6-4 5-7 6-2         |
| 1998 | Амели Кошето           | Седа Норландер     | 6-2 6-4             |
| 1997 | Тамарин Танасугарн     | Александра Ольша   | 5-7 7-6 5-0 — отказ |

### Парный разряд
| Год  | Победители                          | Финалисты                         | Счёт                 |
| ---- | ----------------------------------- | --------------------------------- | -------------------- |
| 2017 | Маркус Даниэлл Айсам-уль-Хак Куреши | Трит Хьюи Денис Кудла             | 6-3, 7-6(0)          |
| 2016 | Пурав Раджа Дивидж Шаран            | Кен Скупски Нил Скупски           | 6-4, 7-6(3)          |
| 2015 | Кен Скупски Нил Скупски             | Маркус Даниэлл Марсело Демолинер  | 6-3 6-4              |
| 2008 | Арно Клеман Эдуар Роже-Васслен      | Харел Леви Джим Томас             | 7-6(4) 6-7(3) [10-7] |
| 2007 | Алекс Кузнецов Миша Зверев          | Джеймс Окленд Стивен Хасс         | 2-6 6-3 [10-6]       |
| 2006 | Джордан Керр (2) Джим Томас (4)     | Уэйн Артурс Крис Гуччоне          | 6-2 6-4              |
| 2005 | Джордан Керр Джим Томас (3)         | Ричард Беркер Уильям Беркер       | 6-2 6-4              |
| 2004 | Натан Хили Джим Томас (2)           | Алехандро Фалья Гленн Вайнер      | 6-3 7-6(9)           |
| 2003 | Джошуа Игл Эндрю Кратцманн          | Жан-Франсуа Башло Грегори Карра   | 6-3 6-2              |
| 2002 | Андре Са Джим Томас                 | Дэвид Адамс Джошуа Игл            | 7-5 2-6 6-3          |
| 2001 | Дэвид Адамс Бен Эллвуд              | Джефф Кутзе Маркос Ондруска       | 7-6(5) 6-4           |
| 2000 | Джефф Кутзе Маркос Ондруска         | Джаред Палмер Джонатан Старк      | 7-6(3) 7-6(6)        |
| 1999 | Скотт Дрейпер Тодд Вудбридж         | Джастин Гимельстоб Скотт Хампфрис | Без игры             |
| 1998 | Сэндон Столл Питер Трамакки         | Марк Мерклейн Майкл Селл          | 4-6 7-6(3) 6-4       |

| Год  | Победительницы                                                                                           | Финалистки                                                                                               | Счёт |
| ---- | --- | --- | --- |
| 2017 | Моник Адамчак Сторм Сандерс                                                                              | Чжан Кайчжэнь Марина Эракович                                                                            | 7-5 6-4                                                                                                  |
| 2016 | Саназ Маранд Мелани Уден                                                                                 | Робин Андерсон Алисон Бай                                                                                | 6-4 7-5                                                                                                  |
| 2015 | Людмила Киченок Ксения Кнолль                                                                            | Тара Мур Никола Слейтер                                                                                  | 7-6(6) 6-3                                                                                               |
| 2008 | Джулия Дитти Абигейл Спирс                                                                               | Сара Борвелл Элизабет Томас                                                                              | 7-6(2) 6-2                                                                                               |
| 2007 | Карен Патерсон Мелани Саут                                                                               | Елена Балтача Наоми Кавадей                                                                              | 6-1 6-4                                                                                                  |
| 2006 | Кейси Деллакква Труди Мусгрейв (2)                                                                       | Се Шувэй Тамарин Танасугарн                                                                              | 6-3 6-3                                                                                                  |
| 2005 | Рика Фудзивара Саори Обата                                                                               | Дженнифер Хопкинс Машона Вашингтон                                                                       | 4-6 6-4 6-2                                                                                              |
| 2004 | Лиэнн Бейкер Николь Севелл                                                                               | Сурина де Бер Карен Нюгент                                                                               | 2-6 7-5 7-6(6)                                                                                           |
| 2003 | Синобу Асагоэ Нана Мияги                                                                                 | Бетани Маттек Лилия Остерло                                                                              | 7-6(11) 3-6 6-4                                                                                          |
| 2002 | Джулия Паллин (2) Лорна Вудрофф (2)                                                                      | Эсме де Вилльерс Ирина Селютина                                                                          | 6-2 6-2                                                                                                  |
| 2001 | Джулия Паллин Лорна Вудрофф                                                                              | Ким Грант Лилия Остерло                                                                                  | 7-6(3) 7-5                                                                                               |
| 2000 | Труди Мусгрейв Брианн Стюарт                                                                             | Каролин Денен Франческа Лубьяни                                                                          | 3-6 6-3 6-1                                                                                              |
| 1999 | Турнир остановлен на стадии финала из-за невозможности доиграть соревнование в изначальные сроки.        | Турнир остановлен на стадии финала из-за невозможности доиграть соревнование в изначальные сроки.        | Турнир остановлен на стадии финала из-за невозможности доиграть соревнование в изначальные сроки.        |
| 1998 | Турнир остановлен на стадии первого круга из-за невозможности доиграть соревнование в изначальные сроки. | Турнир остановлен на стадии первого круга из-за невозможности доиграть соревнование в изначальные сроки. | Турнир остановлен на стадии первого круга из-за невозможности доиграть соревнование в изначальные сроки. |
| 1997 | Кэтрин Барклей Кэрри-Энн Гюс                                                                             | Дебби Грэм Кристин Кунс                                                                                  | 3-6 6-4 7-6                                                                                              |